# Piero Cappuccilli
Piero Cappuccilli est un baryton italien né le 9 novembre 1929 à Trieste où il est mort le 12 juillet 2005. Il est particulièrement réputé pour ses interprétations du répertoire verdien.

## Biographie
Piero Cappuccilli étudie à Trieste avec Luciano Donaggio, et débute en 1957 au Teatro Nuovo de Milan dans le rôle de Tonio de Pagliacci. Ses débuts à La Scala ont lieu en 1964 dans Lucia di Lammermoor  (Ashton). Il s'y produira chaque saison jusqu'à son retrait de la scène. 
Il s'impose rapidement dans tout le répertoire italien, mais surtout dans les opéras de Verdi, dont il chante 16 rôles différents, notamment Macbeth et Simon Boccanegra, dont il laisse des enregistrements de référence chez Deutsche Grammophon.
Il chante sur toutes les grandes scènes internationales dont la Royal Opera House de Londres, l'Opéra de Vienne, l'Opéra de Paris, le Metropolitan Opera de New York, etc. 
Successeur des grands barytons italiens du début du XXe siècle, Cappuccilli possédait une voix chaude et ample, au timbre corsé et réputée pour la beauté de sa ligne de chant.
Un accident de voiture l'obligea à se retirer en 1992.
« Piero Cappuccilli appartenait, en fait, à cette tradition de chanteurs ne se posant pas beaucoup de questions et donnant tout ce qu'ils avaient dans les tripes pour le plus grand bonheur de leur public. »